# Búsqueda y seguimiento por infrarrojos

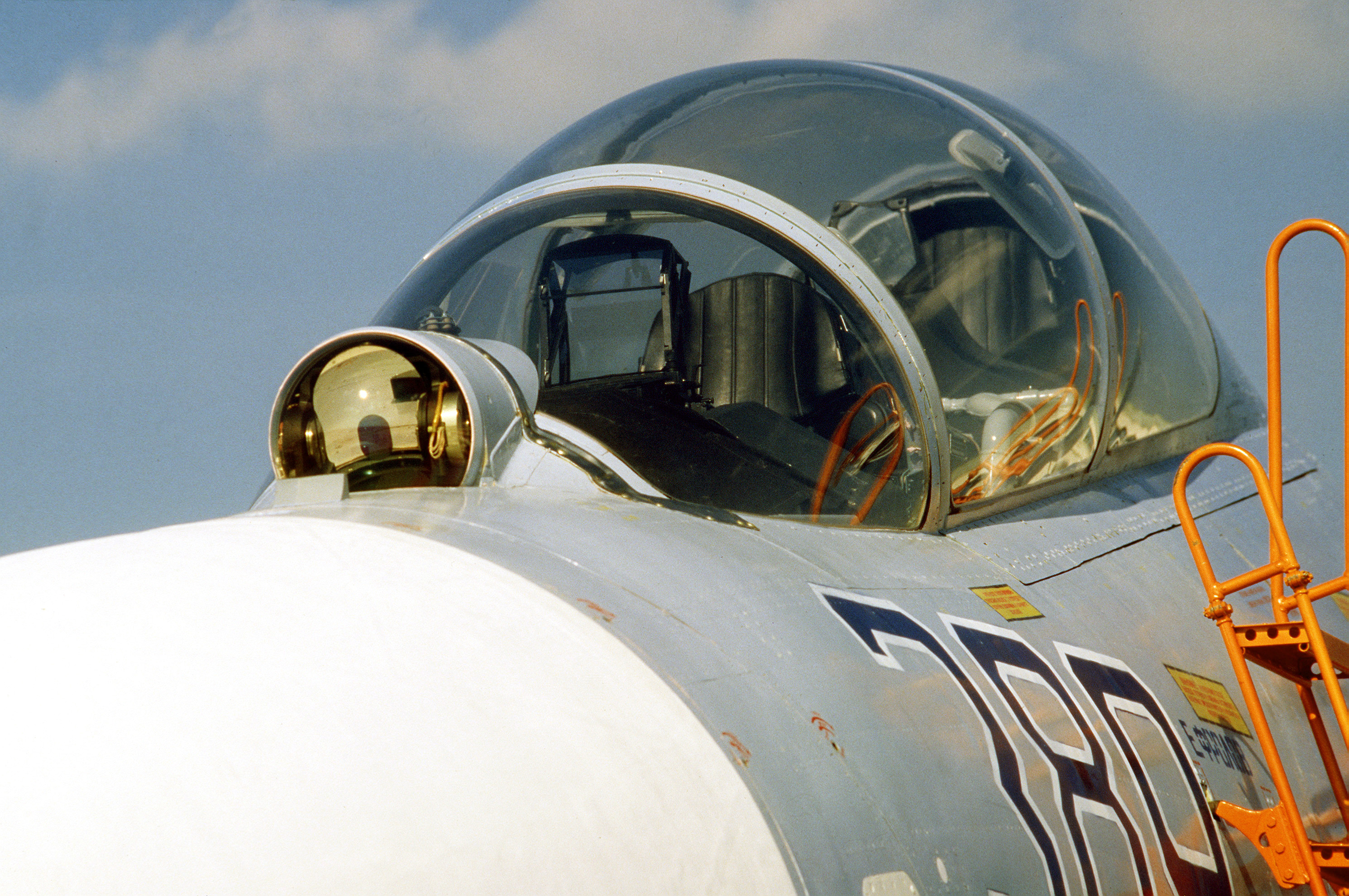
Sensor IRST de un caza Su-27.

Un sistema de búsqueda y seguimiento por infrarrojos, también conocido por sus siglas en inglés IRST (infra-red search and track) es un método para detectar y rastrear objetos que emiten radiación infrarroja como aviones y helicópteros. Un IRST en general es un tipo de infrarrojo de barrido frontal (FLIR). Son sistemas pasivos, lo que significa que no emiten ningún tipo de radiación por sí mismos, a diferencia de un radar. Eso les da la ventaja de que son difíciles de detectar. Sin embargo, tienen un alcance limitado en comparación con los radares porque la atmósfera atenúa la radiación infrarroja hasta cierto punto (aunque no tanto como en la luz visible) y porque la meteorología adversa también la puede atenuar (de nuevo, no tanto como en los sistemas visibles). La resolución angular a cortas distancias es mejor que la de un radar debido a la menor longitud de onda.